# Marc López Plana
Marc López Plana (Barcelona, 29 de setembre de 1974) és el director d'Agenda Pública, mitjà de comunicació dedicat en l'anàlisi de polítiques públiques. En el passat va ser diputat al Parlament de Catalunya en la V Legislatura.
Fou president del Fòrum Universitari i durant les eleccions al Parlament de Catalunya de 1999 fou el coordinador de la Plataforma Catalunya Progrés, de suport a Pasqual Maragall, i fou elegit diputat per PSC-Ciutadans pel Canvi. A més, durant la legislatura fou cap de gabinet del conseller d'Agricultura de la Generalitat de Catalunya.
Posteriorment, va ser director d'estratègia i relacions externes d'AuditEvaluation, consultora d'anàlisi i avaluació de polítiques públiques i impulsor del Personal Forum Democracy Europe. També és membre de l'Associació Dnodus, promotora de projectes digitals en l'àmbit de la política i la ciutadania, membre de NuestraCausa (Xarxa de ciutadania d'acció col·laborativa per al bon govern) i va ser director assistent de la Fundació Rafael Campalans.
Des del 2012 és director d'Agenda Pública, mitjà de comunicació d'àmbit estatal espanyol dedicat a l'anàlisi de les polítiques públiques. A més, presideix el seu Consell d'Administració format pels periodistes José Antonio Zarzalejos i Rodrigo Pinedo, l'economista i exministre Jordi Sevilla i la politòloga Marta Pascal.